# Henrik Holmer
 Der er for få eller ingen kildehenvisninger i denne artikel, hvilket er et problem. Du kan hjælpe ved at angive troværdige kilder til de påstande, som fremføres i artiklen.

Henrik Holmer (født 28. september 1956) er en dansk socialdemokratisk politiker, som fra 2007 til 2013 var borgmester i Vordingborg Kommune, efter fra 2002 at have været borgmester i Langebæk Kommune.
I 2010 blev Holmer formand for Kommunekontaktråd Sjælland, en sammenslutning af de 17 kommuner i Region Sjælland. I perioden før var han næstformand. I hele tiden som borgmester var Holmer stærkt engageret i arbejdet med etableringen af Danmarks Borgcenter, Vordingborg, der officielt åbnede i april 2014.
Holmer tiltrådte februar 2014 en stilling som chefkonsulent i Køge Kommune med projektansvar for Køge Nord, et 130 ha. stort byudviklingsområde i forbindelse med Køge Nord Station på den nye jernbanestrækning fra København til Ringsted, der åbnede i december 2018.
I 2015 blev Holmer tilknyttet Lundgaard-konsulenterne som "Lundgaard-coach”.
Holmer blev i 1988 fra Den kongelige Veterinær- og Landbohøjskole cand.hort.arc. (landskabsarkitekt). Han var 1990-1993 projektleder for Skov & Gartneri i Stubbekøbing. Ansattes i 1991 som plejeplanlægger i Køge Kommune, hvor han 1993-2001 var vej- og parkchef. Holmer har bl.a. være medlem af følgende bestyrelser: 
- DGI – Storstrømmen 2015 Formand fra 2016.
- Cantabile 2 - Vordingborgs egnsteater 2014 -
- Vordingborg skolen 2014 -
- PensionDanmark[1]  fra 2007 –2014
- Erhvervsakademi Sjælland 2010 – 2014 Køge
- Femern Belt Development 2007 –2013, Femern Belt Forum 2007 - 2013
- Turismenetværk Sydsjælland – Møn[1] 2002  - 2013
- Museerne.dk
- Danmarks Borgcenter
- Dansk AFS
- Vordingborg Fri Fagskole[3]
- AOF Daghøjskole i Vordingborg
- Langebæk Badminton Club, formand

Medlem af Trængselskommissionen, der i 2012-2013 arbejdede for at nedbringe trængsel i trafikken, primært i hovedstaden.

## Eksterne links
- Danske Kommuners borgmesterfakta